# خلق آدم (لوحة)
خلق آدم (بالإيطالية: La creazione di Adamo)‏ أو «خلق الإنسان» هي جزء من فريسكو مصور على سقف كنيسة سيستينا في الفاتيكان. تم رسمها العام 1511، وتجسد حسب الإنجيل القصة الواردة في سفر التكوين حين «نفخ الله الآب الحياة في آدم أول إنسان».
لوحة خلق آدم تعد حسب الترتيب اللوحة الرابعة في سقف كنيسة سيستينا في الفاتيكان، والتي قام ميكيلانجيلو برسمها جميعا في الفترة بين أعوام 1508-1512، وتعتبر اللوحة الأبرز بين اللوحات التسع المتتالية على سقف الكنيسة والتي تغطي مساحة 1100 متر مربع.
اللوحة مقسمة تقريبا إلى جزئين، الجزء الأيسر يمثل الأرض حيث يظهر آدم ممدًا باسترخاء، في حين يمثل الجزء الأيمن السماء حيث «يظهر الخالق» محاطا بملائكة يمد بيده نحو يد آدم وأصابعهما تكاد تتلامسان.
يُعتقد أن مصدر إلهام ميكيلانجيلو لجذع آدم هو جذع بلفيدير. عبارة عن تمثال رخامي مُجزأ يعود إلى القرن الأول قبل الميلاد.

## اقرأ أيضا
- سقف كنيسة سيستين